# Leopardus tigrinus
Il gatto tigre (Leopardus tigrinus), conosciuto anche come tigrillo, oncilla o cunaguaro, è un piccolo felide diffuso nelle foreste pluviali del Centro e Sud America. È un parente stretto dell'ocelotto e del margay, ed ha un folto mantello color ocra, maculato con rosette nere. L'oncilla è un animale notturno che caccia roditori e uccelli.

## Descrizione
Il gatto tigre somiglia al margay e all'ocelotto, ma è più piccolo, slanciato e dal muso più allungato. Mediamente misura tra i 38 e i 59 cm con una coda tra i 20 e i 42 cm. Sebbene sia un po' più lungo del gatto, il Leopardus tigrinus  è generalmente più leggero, pesando tra 1,5 e 3 kg .
La pelliccia è folta e soffice, variando dal castano chiaro all'ocra scuro, con numerose rosette nere sulla schiena e sui fianchi, ed è chiara con macchie scure sul ventre; la coda è inanellata, mentre le orecchie, nere, hanno delle caratteristiche macchie a forma di occhio (ocellus). Le rosette sono nere o marroni, chiare al centro, e di forma irregolare. Le zampe hanno macchie di media grandezza che diventano sempre più piccole alle estremità. Questa colorazione aiuta il gatto tigre a mimetizzarsi tra le macchie di luce che filtrano attraverso la densa vegetazione della foresta tropicale. La mascella è ridotta, con pochi denti eccetto per i canini e i carnassiali ben sviluppati. Sono stati riferiti casi di melanismo tra i gatti che abitano le foreste più intricate del suo areale.

## Biologia
Il Leopardus tigrinus è principalmente un animale terrestre, ma è anche un provetto scalatore. Come tutti i gatti, è un carnivoro a tutti gli effetti, avendo bisogno di carne per sopravvivere. Mangia piccoli mammiferi, lucertole, uccelli, uova, invertebrati, e di rado rane degli alberi. Di tanto in tanto mangia dell'erba. È un animale notturno,
ma in aree come la Caatinga, dove la sua fonte di cibo principale è costituita da lucertole, sono più propensi ad un adattamento diurno.
Il gatto tigre avvista la sua preda da lontano e, una volta a tiro, balza sulla vittima per catturarla e ucciderla.
I cuccioli sono stati osservati fare le fusa, e gli adulti sono conosciuti per i brevi gorgoglii di richiamo quando si avvicinano gli uni agli altri.

### Riproduzione
La fase di estro dura dai 3 ai 9 giorni, ma in gatti più anziani è più breve. Partoriscono da uno a 3 cuccioli (di solito uno) dopo una gestazione di 74-76 giorni. Gli occhi dei piccoli si schiudono dopo 8-17 giorni, un tempo stranamente lungo per un felino di queste dimensioni. Diversamente dagli altri gatti, dove gli incisivi tendono a spuntare per primi, i denti del gatto tigre appaiono simultaneamente, a circa 21 giorni di vita. I gattini non assumono cibo solido fino a 38-56 giorni d'età (molto dopo rispetto al gatto domestico), ma sono svezzati del tutto a 3 mesi.
Il gatto tigre raggiunge la maturita sessuale tra i due e i due anni e mezzo. La loro aspettativa di vita si aggira intorno agli 11 anni allo stato selvatico, ma si sono registrati casi di gatti vissuti 17 anni.

## Distribuzione e habitat
Questa specie mostra una forte preferenza per ambienti di foresta pluviale, e sono spesso avvistati ad altitudini non consuete per il margay o per l'ocelotto. Sono stati trovati in habitat a 4.500 m in Colombia, sulle Ande in Ecuador, nella foresta subtropicale delle aree montuose del Brasile, negli ambienti di macchia del Cerrado, e sono tipicamente distribuiti dalla Costa Rica all'Argentina settentrionale. Sono stati registrati avvistamenti nel nord dello stato di Panama, ma questa popolazione sembra essere un'anomalia nell'areale della specie.

## Tassonomia
Comprende le seguenti sottospecie
- Leopardus tigrinus tigrinus, Venezuela orientale, Guyana, Brasile nordorientale;
- Leopardus tigrinus guttulus, Brasile meridionale e centrale, Uruguay, Paraguay, Argentina settentrionale;
- Leopardus tigrinus pardinoides, Venezuela occidentale, Colombia, Ecuador;
- Leopardus tigrinus oncilla, America Centrale.

Sebbene il gatto tigre centroamericano sia categorizzato come una sottospecie separata, basandosi sull'analisi del DNA mitocondriale Johnson et al. (1999) hanno riscontrato forti differenze tra L.t. oncilla in Costa Rica e L.t. guttulus nel Brasile meridionale, paragonabili alle distinzioni tra analoghe specie del subcontinente. I ricercatori hanno argomentato che ci dovrebbe essere una separazione di Leopardus tigrinus in due specie, data dalla pronunciata differenza nell'aspetto tra il gatto tigre della Costa Rica comparata a quella degli individui del Brasile centromeridionale. Il livello di divergenza tra queste due popolazioni suggerisce che le due sottospecie siano rimaste isolate, forse dal Rio delle Amazzoni, circa 3,7 milioni di anni or sono. C'è tuttavia bisogno di ulteriori campioni di L.t. oncilla dal Sud America settentrionale per determinare se questo "taxon" vari fuori dal centro America e se debba essere considerata una sottospecie, piuttosto che una specie a sé stante. Tramite analisi genetica di campioni provenienti dal Brasile centrale è stata individuata una zona di ibridazione tra il gatto tigre e il colocolo.

## Conservazione

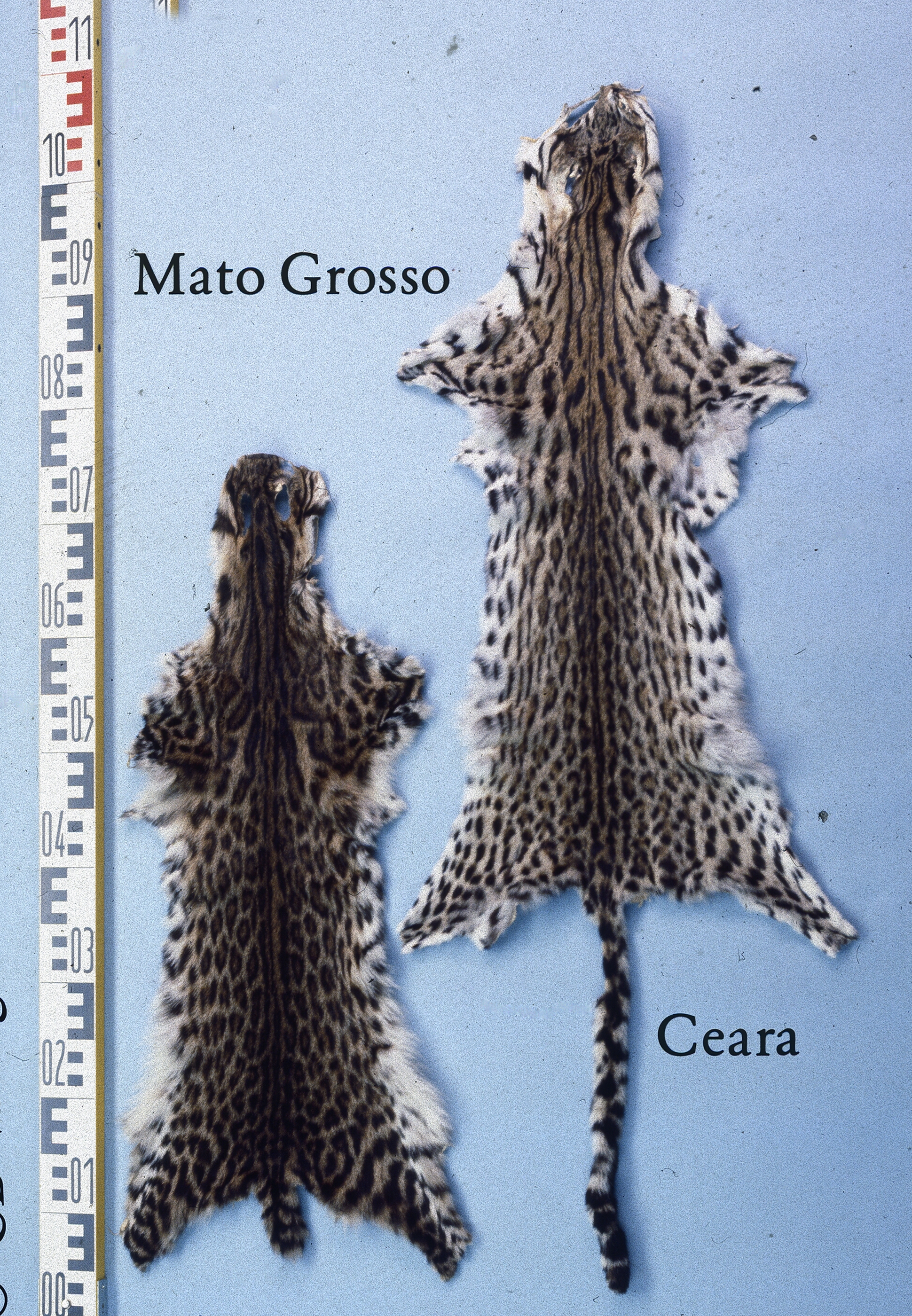
Pelli di Leopardus tigrinus

L'Unione Internazionale per la Conservazione della Natura (IUCN) ha classificato il Leopardus tigrinus come specie vulnerabile (VU). La minaccia principale per questo felino è costituita dalla deforestazione e dal bracconaggio. I gatti tigre vengono uccisi per le loro pelli, che sono altamente remunerative e spesso vendute o trasformate in capi di abbigliamento. Reportage effettuati nel 1972 e nel 1982 in Sud America hanno mostrato che Leopardus tigrinus è una delle 4 specie di gatti selvatici più cacciata.
Un altro fattore che contribuisce alla mortalità del gatto tigre è costituito dall'espansione umana, colonizzando quello che una volta era spazio aperto per i gatti selvatici. Molto spesso vengono fondate piantagioni di caffè in habitat di foresta pluviale, causando un'ulteriore riduzione di areale. Esistono pochi Leopardus tigrinus in cattività in Nord America, e qualcuno negli zoo di Europa e Sud America. In cattività, il gatto tigre tende ad avere un alto tasso di mortalità infantile. Il CITES pone Leopardus tigrinus nell Appendice I, proibendo ogni forma di commercio di animali e derivati.
Nelle zone più meridionali del suo areale si sono registrati casi di ibridazione tra il gatto tigre e il gatto di Geoffroy (Leopardus geoffroyi), e nel Brasile centrale con gatto delle Pampas (Leopardus pajeros). Queste ibridazioni possono essere un processo naturale e la conseguente minaccia per la conservazione della specie è sconosciuta. Sono attivi numerosi gruppi di specialisti felini, interessati allo studio e alla conservazione dei gatti in tutti i continenti. Sono stati attivati in misura crescente programmi di gestione in situ. In Brasile esiste un impianto di riproduzione per diversi felini locali, dove la presenza di condizioni naturali e di prede locali incoraggiano la riproduzione analogamente a quanto avviene in natura. Sfortunatamente in alcuni paesi non è proibita la caccia, tra cui Ecuador, Guyana, Nicaragua e Perù.

## In letteratura
Nel romanzo di Luis Sepúlveda Il vecchio che leggeva romanzi d'amore il protagonista si ritroverà, suo malgrado, costretto a dare la caccia ad una femmina di tigrillo a cui un cacciatore bianco ha ucciso i cuccioli e ferito il compagno.